# Jacques de Vismes
Pour les articles homonymes, voir De Vismes.
Anne-Pierre-Jacques de Vismes (ou Devismes) est un homme de lettres et musicographe français né en 1745 à Paris et mort le 3 mai 1819 à Caudebec.
Intimement lié aux puissants milieux de la ferme générale, il parvient à se faire nommer à la tête de l'académie royale de musique en 1778, grâce à l'appui de sa sœur, Adélaïde de Vismes, dame du palais de la reine Marie-Antoinette, et du mari de cette dernière, l'influent fermier général Jean-Benjamin de Laborde. Ses tentatives de réforme de cette institution vieillissante qu'est l'opéra de Paris se heurtent à l'opposition continue du personnel artistique. En 1780, les difficultés financières ont finalement raison de lui et l'opéra est mis sous tutelle directe et définitive du pouvoir royal, via le département des Menus-Plaisirs.

## Biographie
Anne-Pierre-Jacques de Vismes du Valgay est le fils de Martin de Vismes, secrétaire du roi et Louise Legendre. Il a deux frères : Joseph de Vismes, militaire et Alphonse de Vismes, auteur dramatique ; ainsi qu'une sœur, Adélaïde de Vismes, dame du palais de Marie-Antoinette qui épouse Jean-Benjamin de La Borde, premier valet de chambre de Louis XV.
Vismes est sous-directeur des fermes lorsqu'il soumissionna, en septembre 1777, la régie de l'académie royale de musique. Ses offres, qui furent acceptées, portaient qu'il donnerait un cautionnement de 500 000 francs, que la ville de Paris lui payerait une indemnité annuelle de 80 000 francs et que son privilège s'étendrait à douze années.
Entré dans l’exercice de sa concession le 1er avril 1778, il y déploya une grande activité. En moins d’un an, il reprit les principales œuvres de Lully, de Rameau et de Gluck, fit venir la première troupe de bouffons qu’on ait entendue à Paris, commença à habituer le public aux intermèdes musicaux de Paisiello, d’Anfossi et donna deux opéras de Piccinni, Roland et Atys.
La représentation de ces deux pièces fit éclater l’orage qu’avaient soulevé contre de Vismes ses essais de réforme dans les abus qui viciaient l’administration. Lullistes, ramistes et gluckistes se réunirent contre la nouvelle musique, et les piccinistes, bien que soutenus par la reine, furent impuissants à garantir de Vismes des attaques de ses ennemis. Aux épigrammes succédèrent les cabales; des amateurs puissants par leur richesse ou par leur position, le financier La Borde, les agents du ministre Maurepas, empiétaient sur son autorité. Lorsqu’il offrit de résilier son bail, le Conseil d’État accepta sa demande (19 février 1779). Il resta cependant administrateur, mais sous la dépendance du prévôt des marchands. Les intrigues ne cessèrent pas, et le Conseil d’État, par arrêt du 17 mars 1780, lui enleva ses fonctions et retira le privilège de l’Opéra à la ville pour le rendre au roi en déclarant que de Vismes « n’avait pas les connaissances requises ».
De Vismes revint à l’Opéra en 1799, en qualité de coadministrateur. Il en devint directeur le 18 mars 1800 pour voir ses fonctions supprimées par arrêté du 28 décembre suivant. Il se retira alors en Normandie, où il mourut.
On a de lui Pasilogie, ou la Musique considérée comme langue universelle ; Paris, 1806, in-−8° ; Éléonore d’Amboise, duchesse de Bretagne, roman historique, Paris, 1807, 2 vol. in-12, Recherches nouvelles sur l’origine et la destruction des pyramides d’Égypte, suivies d’une Dissertation sur la fin du globe terrestre, Paris, 1812, in-−8°.
Il a donné au théâtre Montansier deux opéras-comiques, la Double récompense, Eugène et Lanval, tous deux représentés en 1800.
Il est aussi l'auteur d'un étonnant traité intitulé Nouvelles recherches sur l'origine et la destination des pyramides d'Egypte qui anticipe remarquablement sur les débats actuels des Chrétiens anglo-saxons quant au rôle attribué aux Nephilim dans la construction des mégalithes égyptiens.
Il était le frère de l'auteur dramatique et librettiste Alphonse de Vismes dit Saint-Alphonse. Sa femme, Jeanne-Hippolyte Moyroud, née en 1770 à Lyon, a composé la musique de Praxitèle, donné à l’Opéra en 1800.

## Pour approfondir